# Lingen (Herefordshire)
Lingen is een civil parish in het bestuurlijke gebied Herefordshire, in het Engelse graafschap Herefordshire met 152 inwoners.